# Bangouélamvouéra
 Bangouélamvouéra  ist einer der westlichsten Orte auf der Insel Anjouan im Inselstaat Komoren im Indischen Ozean.

## Geographie
Bangouélamvouéra liegt im Inland des West-Ausläufers der Insel in der Nähe von Ntakoudja. Im Süden steigen die Anhöhen von Chissouani, Mkirijou und Baheri an.